# Agua Clara
Agua Clara est l'une des cinq paroisses civiles de la municipalité de Democracia dans l'État de Falcón au Venezuela. Sa capitale est El Manantial.

## Géographie

### Démographie
Hormis sa capitale, El Manantial, la paroisse civile regroupe plusieurs localités, dont :
- Agua Clara
- El Copey
- El Manantial